# Monte Zagora
Monte Zagora (escrito también djebel Zagora o Jebel Zagora) es una montaña en el sureste del país africano de Marruecos, en la región de Souss-Massa-Drâa. Está situado en el pequeño Atlas y le da su nombre a la cercana ciudad de Zagora.